# Ruota fonica

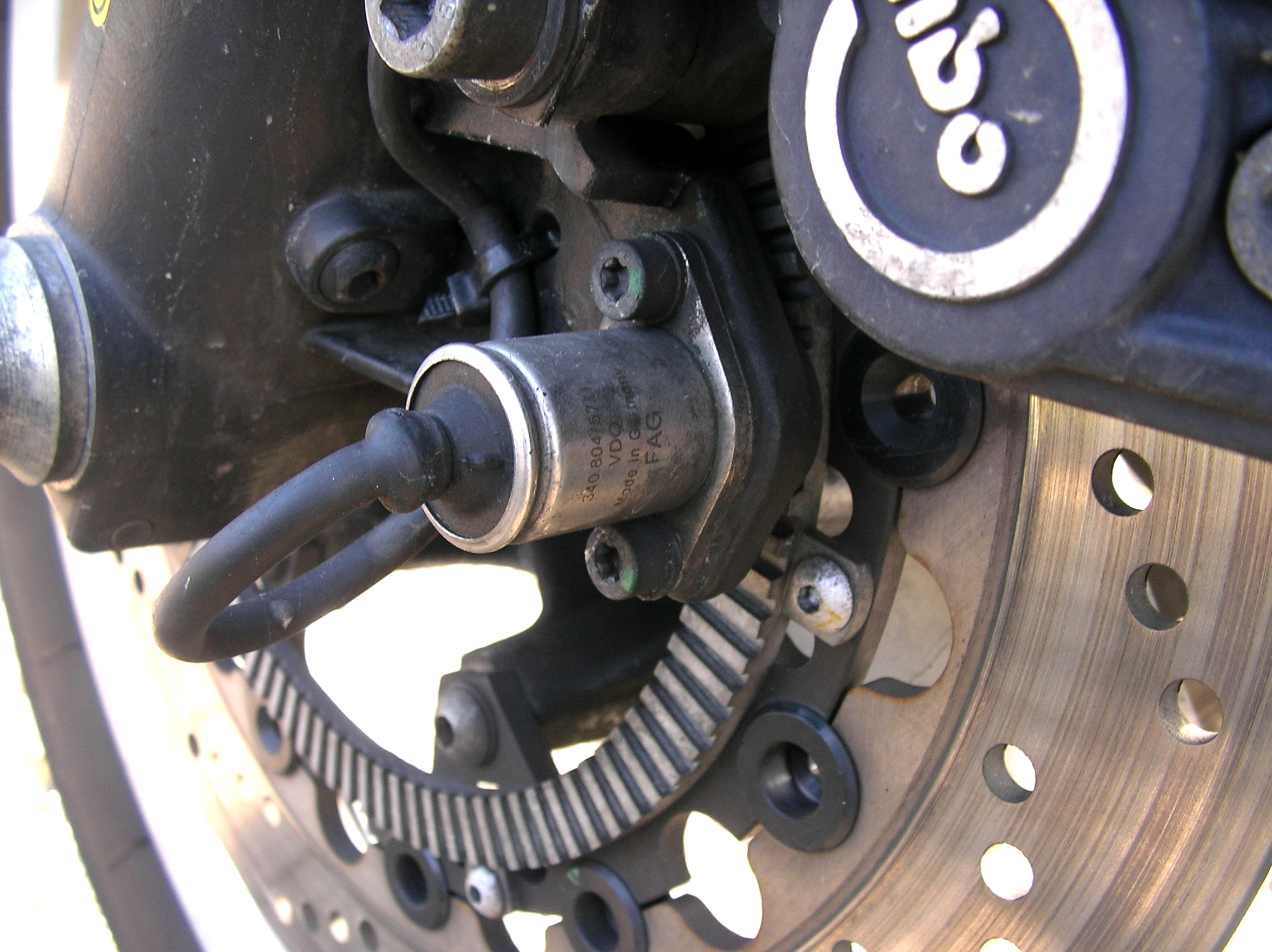
Ruota fonica di un sistema ABS, montata su un motoveicolo.

La ruota fonica è una ruota che fa parte di un dispositivo per il controllo di un moto angolare; la ruota e il dispositivo possono essere di vario tipo.

## Origine del nome
La ruota fonica è stata inventata da L. R. Wilberforce (1894) allo scopo di determinare la frequenza di vibrazione di un diapason. Il suo nome deriva dal fatto che, facendola ruotare davanti ad un trasduttore, produce un suono. Viene impiegata, infatti, negli strumenti elettromeccanici quali il Telharmonium e l'organo Hammond.

## Tipo
La ruota fonica strutturalmente può presentare:
- diverse prominenze o denti, poste sulla sua circonferenza o sulla superficie trasversale;
- alcune feritoie poste sulla superficie trasversale.

Si classificano secondo le loro caratteristiche fisiche in:
- Induttive, sono in materiale ferromagnetico
- Capacitive, sono in materiale conduttore
- Magnetiche, sono in materiale magnetico, emettono un campo magnetico
- Ottiche, sono in materiale trasparente e opaco o riflettente e opaco, devono interrompere o riflettere la luce

## Uso
Queste ruote servono per la determinazione della velocità di rotazione o della posizione angolare di un qualsiasi perno, motore o altro componente meccanico.

## Applicazione
La ruota fonica viene usata per individuare la posizione di un elemento, come nel caso del mouse o per controllare il rallentamento, o bloccaggio, di un elemento nei sistemi ABS. Viene anche impiegata nei tachimetri e negli impianti di accensione per rilevare la posizione angolare dell'albero motore.

## Funzionamento
Il principio della ruota fonica induttiva si basa sulla legge di Faraday o dell'induzione elettromagnetica. L'allontanarsi ed avvicinarsi delle prominenze, costruite in materiale ferromagnetico, causa una variazione del flusso del campo magnetico nelle vicinanze di un sensore di prossimità, detto "pick up", costituito da una bobina avvolta attorno ad un magnete permanente e collegata al terminale di rilevamento della velocità angolare. La variazione di flusso fa nascere nella bobina una corrente indotta alternata (ad impulsi di tipo sinusoidale), che viene letta dal terminale; ad ogni impulso corrisponde una prominenza o dente.
La ruota fonica ottica (encoder) è invece costituita da un laser e da un sensore di ritorno che rileva il raggio laser riflesso: il materiale opaco assorbe completamente il laser mentre quello riflettente lo restituisce come riflesso, ad ogni passaggio da opaco a riflettente corrisponde un segnale che viene inviato al terminale.
La ruota fonica capacitiva, infine, molto usata per le rotelle di regolazione volume di nuova generazione (cioè quelle che possono girare all'infinito, senza fine corsa), è costituita da una ruota con dei piccoli denti a cui è collegata una linea elettrica.
Il sensore "pick-up" è questa volta un semplice polo di contatto, che viene toccato dai denti in fase di rotazione.
Ogni dente corrisponde ad una chiusura istantanea di circuito, con conseguente impulso elettrico, seguita immediatamente dalla riapertura del contatto.
La frequenza con cui il circuito si apre e chiude (cioè il numero di impulsi nell'unità di tempo), viene letta dal terminale che calcola quindi la velocità in base al numero di impulsi in rapporto al numero di denti. 
I terminali (generalmente elettronici) calcolano in base al numero di "denti" della ruota (magnetica-induttiva) o al numero di segmenti opachi e riflettenti (ruota ottica) la velocità angolare di rotazione della ruota e del perno ad essa vincolato.